# Monophyllaea cupiflora
Monophyllaea cupiflora är en tvåhjärtbladig växtart som beskrevs av Brian Laurence Burtt. Monophyllaea cupiflora ingår i släktet Monophyllaea och familjen Gesneriaceae.

## Underarter
Arten delas in i följande underarter:
- M. c. aggregata
- M. c. cupiflora